# سباق باريس روبيه 1959
طواف باريس 1959 هو سباق دراجات هوائية أقيم بتاريخ 12 أبريل، تكون السباق من مرحلة واحدة، وامتدّ لمسافة 262.5 كم، وبسرعة 42.760 كم/س، استغرق السباق 6 ساعات و08 دقيقة و20 ثانية.